# Лиепайский трамвай
Лиепайский трамвай — вид городского общественного транспорта в Лиепае. Функционирует с 1899 года (стал первым электрическим трамваем на территории стран Балтии).
Особенностью лиепайского трамвая является узкая колея (1000 мм). В отличие от других трамвайных систем Латвии, где используются штанговые токоприемники (Рига, Даугавпилс), в Лиепае c 1961 года используются более традиционные пантографы.
С 1976 года в Лиепае действует только один трамвайный маршрут: от конечной станции «Улица Бривибас» до конечной станции «Улица Мирдзы Кемпе». В транспортной схеме города маршрут трамвая действует под номером «Т». Длина маршрута составляет 7,9 км, длина линии в одноколейном исчислении 15,8 км. Рабочее место диспетчера маршрута находится в депо.

## История

### 1896—1900 годы
22 августа 1896 года Либавская городская дума приняла решение о постройке линий электрического трамвая. В связи с этим городская управа объявила конкурс, который при конкуренции из шести претендентов выиграло «Нюрнбергское континентальное общество для электрических предприятий».
14 декабря 1896 года городской голова Адольфи и представитель Нюрнбергского континентального общества Манашевич подписали концессионный договор, предусматривавший, что общество имеет право на владение городским трамваем в течение 40 лет, после чего трамвай перейдёт в собственность города, причем через 20 лет город получит право выкупа. Общество обязалось за свои средства построить электрический трамвай и первую в городе электростанцию, однако старт строительству был дан только 31 января 1899 года. Общая длина двух строящихся линий составляла 10,423 км.
В 1900 году Нюрнбергское общество обанкротилось, и трамвай перешёл в собственность Парижского общества электрических предприятий «Societe continentale de Traction et d'Éclairage par l'Électricité Paris». Трамвай и городская электростанция принадлежали французской компании вплоть до 1 ноября 1927 года, когда за 10 лет до истечения срока, установленного в договоре, Лиепайское городское самоуправление выкупило у неё электрическое и трамвайное предприятие за 1,6 млн латов, заложив для этого несколько крупных объектов городской собственности.

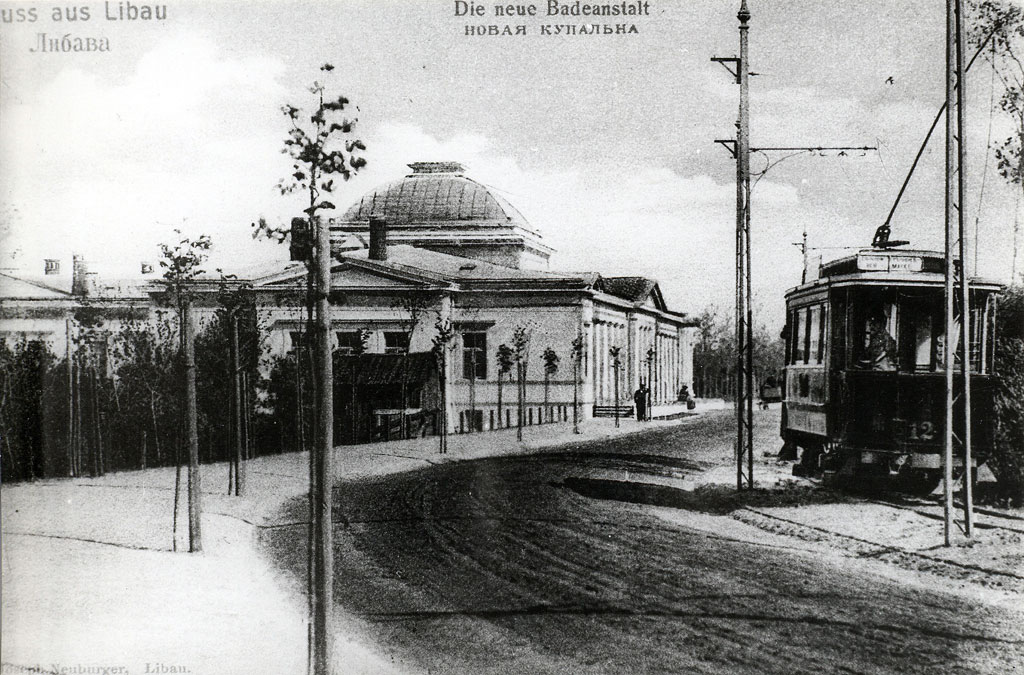
Трамвай «Гербрандт» № 12 на улице Пелду, следующий по Белой линии

Пробный рейс либавского трамвая состоялся 2 (14) сентября 1899 года по испытательной линии по улице Бассейной от депо до Масляной улицы (сейчас О. Калпака).
Регулярное движение трамваев в Либаве открылось 14 (26) сентября 1899 года. Либавский трамвай стал 12-м электрическим трамваем на территории Российской империи.
Первой была открыта Белая линия, которая являлась, по сути, пригородной — от Железного моста через Торговый канал она шла на север вдоль моря через поля и луга к месту перевоза (ныне существующий мост О. Калпака появился лишь шестью годами позже) через канал Порта Императора Александра III, который в то время был самостоятельным административным субъектом. Эта самая первая линия эксплуатировалась вплоть до 4 октября 1972 года, когда была закрыта по причине крайнего износа. Первоначально маршрут пролегал по нынешним улицам Ригас, Бассейна и О. Калпака; имелось и ответвление по продолжению улицы Ригас почти прямо к дверям вокзала Либаво-Роменской железной дороги. Интересно, что согласно планам строительства, установленным в договоре 1896 года, направление к Военному порту не только не считалось первоочередным, но даже относилось к третьей очереди строительства, иначе говоря, его должны были построить когда-нибудь.
14 октября 1899 года открылось движение по нынешней улице Райня, после чего произошло разделение маршрутов на Белую линию — от Железного моста по Райня к Военному порту, и на Зелёную линию — от Железного моста по улице Ригас к Либаво-Роменскому вокзалу.
В ноябре 1899 года открылось движение по линиям в Старой Либаве. Зелёная линия прошла в прямом направлении по нынешним улицам Лиела, Тиргоню и Куршу. Белая линия с улицы Лиела сворачивала на улицу Грауду, затем на проспект Курмаяс и, пройдя петлёй через Приморский парк, возвращалась в центр по улицам Пелду, Алеяс, Рожу к той же конечной на улице Куршу.
Таким образом сформировалась система из двух линий, имевших различную функциональную значимость. Зелёная линия как главная проходила от главного Либаво-Роменского вокзала мимо Анненского рынка, Либаво-Газенпотского вокзала у Торгового канала, через Железный мост, центральную улицу Лиела, мимо Нового рынка (с 1910 года — Площадь роз), мимо Петровского рынка и заканчивалась на Сенном рынке. Белая линия как «пригородно-туристическая» соединяла Военный порт, пассажирский морской порт в Зимней гавани (место отправления пассажирских лайнеров в Америку — так называемый Эмигрантский вокзал) с центральными улицами Лиела и Грауду и с курортным районом в западной части улицы Пелду и проспекта Курмаяс. Белая линия также заканчивалась на Сенном рынке. Эта система из двух линий действовала вплоть до Второй мировой войны.
В феврале 1900 года открылось ответвление Вокзальной линии от Анненского рынка по нынешним улицам Елгавас и Бривибас до металлургического завода, и на этом формирование сети трамвая в целом было завершено. (Информация о последовательности открытия первых линий дана согласно версии основателя Лиепайского музея Яниса Судмалиса, изложенной им в статье в городской газете 26 сентября 1959 года).

### 1900—1940 годы
Первые линии все были однопутными с редкими разъездами. Рельсы везде лежали вдоль тротуара с одной стороны проезжей части улицы; иногда, при необходимости вписывания в повороты, путь переходил с одной стороны улицы на другую сторону. На Железном мосту сразу была проложена двухпутная линия — по краям проезжей части. На Большой улице рельсы первоначально шли вдоль западной стороны улицы.
В 1904 году, согласно условиям договора от 1896 года, линия от Сенного рынка была продлена по нынешней улице Клайпедас до площади Ливас. Одновременно ответвление Зелёной линии в Новой Либаве было преобразовано в её продолжение — для этого рельсы с улицы Елгавас были сняты и проложены по нынешней улице Железнодорожников (Dzelzceļnieku) от Либаво-Роменского вокзала до улицы Бривибас. У вокзала помимо новой дуги рельсов через площадь был оставлен и прежний тупик, такое путевое развитие в этом месте без изменений просуществовало до 1963 года. В то же время на улице Лиела от Железного моста до развязки у Нового рынка по центру улицы проложили двойную рельсовую колею. После 1904 года строительства каких-либо новых трамвайных линий в городе не велось вплоть конца 1940-х годов, а прокладка второй колеи была возобновлена и подавно только в 1960 году.
После Первой мировой войны по причине уменьшения количества жителей и недостатка пассажиров 8 апреля 1920 года было закрыто движение по улицам Рожу, Алеяс и части улицы Пелду. Белая линия стала оканчиваться перед перекрёстком улиц Пелду и Улиха. Деревянное здание конечной трамвайной станции сохранилось, сейчас в нём кафе. Из изменений, которые претерпела трамвайная сеть в 20-е и 30-е годы, можно отметить разве что появление новых разъездов, например, в конце проспекта Курмаяс у Курзала, упрощение сложной трамвайной развязки у Площади роз, вместо которой в конечном итоге осталась только одна стрелка перед поворотом на улицу Грауду, а также выпрямление линии на участке между улицами Райня и О. Калпака, когда выпрямили улицу Райня и создали новый железнодорожный переезд.
В конце 1930-х годов Лиепайская городская управа приняла решение постепенно закрыть в городе трамвайное движение. 1 октября 1939 года на зимний сезон было закрыто движение на линии к Приморскому парку, вагоны по Белой линии курсировали только до Площади роз. Затем, уже 26 февраля 1940 года движение по Белой линии было закрыто полностью, по причине нерентабельности. С приходом новой власти летом 1940 года отношение к трамваю кардинально меняется: городской транспорт больше не пустует, он необходим для перевозки рабочих. 15 сентября движение по Белой линии открывается заново, сначала — только до нынешнего перекрёстка улиц Грауду и Паста, а 20 октября и до улицы Пелду.

### 1940—1960 годы
В конце июня 1941 года из-за бомбардировки Лиепаи наступающими немецкими войсками трамвайное движение было временно прекращено. После 29 июня трамваи курсируют только по Новой Лиепае. Движение по Старой Лиепае возобновилось только 19 июля, причем участок Белой линии по улице Грауду был закрыт, а снятые с него рельсы были использованы для ремонта других линий. Полностью рельсы на линии в Приморский парк были демонтированы только в 1960-е годы. В 1944 году по приказу германских оккупационных властей, которым понадобился медный провод, контактная сеть была демонтирована, из-за чего трамвайное движение в Лиепае прекратилось. Оно было восстановлено 7 ноября 1945 года. Регулярное движение по линии к Военному порту (в то время в целях военной маскировки она называлась то линией в Тосмаре, то линией в Северное предместье) удалось наладить только в марте 1947 года, при этом движение вагонов с пассажирами через железнодорожный переезд на улице Райня запретили и с тех пор здесь приходилось делать пересадку.
В 1949 году, по требованию депутатов городского Совета, началось строительство новой линии, которая должна была связать центр города с Сахарным и Судоремонтным заводами, находившимися в районе Тосмаре. Первый проект линии появился ещё в 1947 году, но строительство осуществлялось по более позднему, второму варианту. Трамвайная линия должная была пройти от улицы О. Калпака по нынешним улицам Флотес, Межа, Квиешу, Сарайкю, Пулвера, Цукура и заканчиваться разворотным кольцом у перекрёстка улиц Цукура и Гризупес, общая проектная длина 5,4 км. Строительство велось методом народной стройки (подобно тому, как в то же время строили трамвайную линию в Даугавпилсе). 27 ноября 1949 года на стройку вышли около 10 тысяч горожан, в том числе женщины, студенты и школьники, за день удалось соорудить земляное полотно протяжённостью 2,5 километра. Рельсы для новой линии поставлялись с демонтируемой линии узкоколейной железной дороги Барта — Руцава. 21 апреля 1950 года открылось движение по участку линии до перекрёстка улиц Межа и Звирбулю, 26 мая — до перекрёстка улиц Квиешу и Вентспилс. Эксплуатируемая длина составила 2,5 км, на баланс трамвайного предприятия линия как незаконченная не была принята. Дальнейшее строительство линии — от района Велнциемс до района Сахарного завода — было прекращено по причине больших изменений в жизни города — в августе 1950 года Лиепая объявляется закрытым военным городом. Линия осталась недостроенной, она шла по деревенской застройке и имела мизерный пассажиропоток. 15 июня 1953 года движение по ней было закрыто, и спустя ещё три года линию демонтировали.
1 июня 1948 года было открыто первое оборотное кольцо — вокруг Площади роз. Одновременно были перепланированы маршруты, и им впервые были присвоены номера — с 1 по 4, но новая, крайне неудобная схема маршрутов продержалась считанные недели. Вскоре сформировалась схема из трёх маршрутов, которая закрепилась, и её можно считать второй классической схемой маршрутов Лиепайского трамвая. (Первая — сочетание Белой и Зелёной линий).
- 1-й маршрут «Площадь Ливас — завод „Сарканайс металургс“». Длина 4,5 км.
- 2-й маршрут «Площадь роз — улица Райня». Длина 2,05 км.
- 3-й маршрут «Улица Сарканармияс — Воздушный мост». Длина 3,5 км. (Позже за ним окончательно закрепился номер «4».)

В 1949 году строятся разворотные кольца на площади Ливас и на улице Бривибас у металлургического завода, в 1950 году — в конце улицы Райня и на двух концах линии на улице Сарканармияс (сейчас О. Калпака).
С августа 1948 года по январь 1952 года в Лиепае действует линия грузового трамвая. Её предназначение — вывозить угольный шлак с городской электростанции у Торгового канала (построена в 1932 году) на заливные луга у Лиепайского озера (территория позже отошла заводу «Сарканайс металургс»). Подобную задачу трамвай выполнял и для первой электростанции, находившейся рядом с депо, для чего в парке его вагонов имелись три открытые платформы. Для грузового трамвая строится новая линия от переезда на улице Райня по южной части улицы Сарканармияс до улицы Кайю и новая (по участку до улицы Ригас до сих пор уверенности в этом нет) линия вдоль всей улицы Бассейна от улицы Райня до улицы Бривибас. На улице Бривибас грузовой трамвай использовал линию пассажирского трамвая. При строительстве линии к озеру частично были использованы старые тупики перед переездом на улице Бривибас, затем, после дома номер 96а, линия поворачивала направо и шла прямо к берегу, где разветвлялась на три ветви.
После прекращения грузовых перевозок в феврале 1952 года принимается решение линию на улицу Бассейна передать на баланс Трамвайного парка и использовать её для увеличения скорости трамвайного движения. 1 июля 1952 года в Новой Лиепае вводится одностороннее круговое движение против часовой стрелки по улицам Ригас, Бассейна и Райня. При этом, если 2-й маршрут стал по улицам выписывать треугольник, то 1-й маршрут и вовсе «восьмёрку» — туда: Ригас — Дзелзцельниеку — Бривибас; обратно: Бривибас — Бассейна — Райня — Ригас. Из-за неудобства через 11 месяцев «восьмёрку» ликвидировали и вернулись к прежней схеме. 15 декабря 1953 года движение по улице Бассейна закрыли полностью, участок улицы Бассейна от улицы Бривибас до улицы Ригас огородили и включили в состав территории Трамвайного парка. Выезд из депо со стороны бывшей улицы Бассейна на улицу Бривибас использовался для выпуска вагонов на линию вплоть до середины 1990-х годов, пока не был разобран.

### 1960—1980 годы
1 июля 1960 года трамвай начал курсировать по новому мосту через Торговый канал, мост и поныне имеет официальное название «Трамвайный». Перевод путей на новый мост стал поводом к началу строительства вторых путей. Этот процесс шёл медленно. Летом того же года вторая колея появилась на улице Ригас от нового моста до улицы Бассейна — до трамвайного депо. В 1963 году вторая колея была продлена до середины улицы Дзелзцельниеку. В 1973 году — доведена до кольца на улице Бривибас. В центре города первые работы были проведены летом 1969 года в рамках реконструкции площади Узварас (сейчас Площадь роз). Вторую колею продлили на 200 метров вдоль площади и здания универмага «Курземе» до перекрёстка с улицей Авоту, переложив пути с середины улицы на западную сторону улицы и создав выделенную полосу для трамвая. При этом кольцо вокруг площади было разобрано; маршрутное движение по нему было прекращено ещё раньше — с началом строительства здания универмага в 1958 году, 2-й маршрут трамвая тогда был продлён до площади Ливас.
В 1961 году лиепайский трамвай отказался от штанговых токоприёмников. В течение одного дня, 17 декабря контактная сеть Лиепаи была переоборудована, и 18 декабря на линию вышли трамваи с пантографами. С 1957 года по 1961 года Лиепая была единственным городом в мире, где курсировали вагоны «Гота» со штанговыми токоприёмниками.
В 1960-е годы трамвай являлся главным видом транспорта в Лиепае. В 1966 году трамвай перевёз рекордное количество пассажиров в своей истории — 14 миллионов 442 тысячи 900 человек. На линии ежедневно выходил 21 вагон, увеличить выпуск не позволяла конфигурация одноколейных путей с разъездами. На 1-м маршруте эксплуатировались трамвайные поезда из моторного и прицепного вагона, в качестве эксперимента выходили и поезда из трёх вагонов — одного моторного и двух прицепных. На 2-й маршрут двухвагонные поезда выходили редко. По 4-му маршруту курсировали только одиночные вагоны.
В 1967 году на уровне правительства республики принимается программа развития Лиепайского трамвая. Она предусматривала на первом этапе строительство новой линии в строящийся Юго-западный район от площади Ливас на юг, а также строительство новой двухколейной линии по улице Валдемара от площади Ливас до Площади роз. На втором этапе предусматривалось строительство второй колеи на остальных линиях, в том числе по путепроводу через переезд на улице Райня, и строительство нового депо. В конечном итоге с горем пополам был реализован только первый этап программы, поскольку с началом 70-х годов в Лиепаю начали поступать новые автобусы «Икарус», и поэтому, а также по экономическим соображениям приоритет в развитии общественного транспорта в городе был отдан автобусу.
23 июня 1972 года открылась новая двухпутная линия от площади Ливас по улице Клайпедас до Центрального кладбища. Длина нового участка в однопутном исчислении — 3,336 км. Общая длина трамвайных путей в городе достигла 16 километров 600 метров. Маршруты № 1 и 2 продлены до новой конечной станции. Кольцо на площади Ливас демонтировано.
5 октября 1972 года прекращено движение по 4-му маршруту. Взамен трамвая введён автобус. Причина — аварийное состояние путей, решение о немедленном прекращении эксплуатации было принято после происшествия: рельсы разъехались и вагон провалился между ними.
С 25 марта по 10 августа 1975 года в связи со строительными работами на улице Бривибас 1-й маршрут укорочен до улицы Бассейна, 2-й маршрут закрыт. Возобновлено маршрутное движение по улице Бассейна — 1-й маршрут следует односторонним кольцом по улицам Ригас, Бассейна и Райня. С 10 августа 1-й маршрут вернули на прежнюю трассу, восстановленный 2-й маршрут продолжил курсировать односторонним кольцом по улицам Ригас, Бассейна и Райня.
25 марта 1976 года прекращено движение по 2-му маршруту. Причина — нехватка исправных вагонов в депо: на тот момент имелись всего пять моторных вагонов, которые были нужны для поддержания движения по основному, 1-му маршруту. Линию на улице Райня и частично на улице Бассейна демонтировали в 1978 году. Контактная сеть на улице Бассейна оставлена только до перекрёстка с улицей Лачплеша, этот участок используется в качестве тупика для заезда и выезда в депо.
15 марта 1976 года в лиепайском трамвае была введена талонная система оплаты проезда. Талоны приобретались в магазинах «Союзпечати» и у трамвайных диспетчеров. До этого, начиная с 1967 года, билеты в моторном вагоне можно было приобретать в полуавтоматической кассе или у вагоновожатого, а в прицепном вагоне продолжал работать кондуктор.

### 1980—2000 годы
14 ноября 1982 года открылось движение по новой двухколейной линии на улице Валдемара от площади Ливас до Площади роз. Старая линия, проходящая параллельно, в пятидесяти-ста метрах восточнее, по улицам Тиргоню, Куршу и Клайпедас отсоединена от трамвайной сети и закрыта, её демонтаж проходил постепенно и окончательно был завершён в 2004 году. Длина нового участка в одноколейном исчислении — 2,4 км, длина закрытого участка в одноколейном исчислении — 1,4 км.
С этого момента трамвайное движение в городе значительно ускорилось, скорость прохождения маршрута сократилась до 18-20 минут (24 минуты по расписанию). Интервал движения составлял 5 — 6 минут. На маршрут длиной 6,9 км выходили 9 моторных вагонов, существовало запасное расписание на 10 и 11 выходов. С приходом в 1983 году новых вагонов была возобновлена практика выпуска поездов из двух вагонов — как соединённых по СМЕ, так и сочетания моторных и прицепных. По СМЕ курсировали моторные вагоны «Татра» T4, в качестве прицепных использовались вагоны «Татра» T4 с демонтированным электрооборудованием. Продолжительное время курсировали три поезда, состоящих из моторного вагона «Татра» КT-4 и прицепного вагона «Татра» T4. Город Лиепая была единственным среди городов, где эксплуатировались вагоны этих типов, в котором на постоянной основе курсировали такие поезда. В течение трёх лет в утренний час-пик на линию выходил поезд из двух вагонов «Татра» КT-4, соединённых по СМЕ (№ 230 + № 229). Количество пассажиров составляло от 11 до 9 миллионов в год, к середине 1990-х годов оно уменьшилось до 6 миллионов.
16 мая 1984 года произошёл пожар в депо. Сгорели два новых вагона № 220 и № 221 из второй партии КТ-4SU. Позже эти номера присвоили повторно вагонам из следующей партии.
3 сентября 2009 года второй раз за всю историю Лиепайского трамвая произошёл пожар трамвая на линии. Вагон № 242 загорелся на остановке у Петровского рынка и полностью выгорел. Первый раз такой пожар случился в 1936 году, тогда пострадал вагон № 7, но впоследствии был восстановлен.

### 2000—2015 годы
В 1981 году принимается решение продлить трамвайную линию из Юго-западного района в восточном направлении, в район Эзеркраст II. Планировалось проложить пути по улице Вайнёдес от улицы Клайпедас до берега Лиепайского озера, разворотное кольцо предполагалось соорудить близ перекрёстка улиц Рейню Межа и Мирдзы Кемпес. В этом случае линия прошла бы с северного края микрорайона Эзеркраст II и с южного края планировавшегося микрорайона Эзеркраст III, который с тех пор построен лишь частично.
Возможность практической реализации этих планов появилась только во второй половине 2000-х годов. Вариант прохождения линии по улице Вайнёдес был отвергнут как неэффективный — он проходил бы с краю района мимо пустыря. Основным стал вариант строительства по центральной улице района — Мирдзы Кемпес. Вопрос: как подвести линию к микрорайону? Транспортная схема в генеральном плане предусматривала строительство от улицы Клайпедас по улице Вентас. Проектировщики предпочли сократить трассу, избрав строить линию от улицы Клайпедас по улице Тукума. Рассматривался вариант строительства по улице Тукума до улицы Ганибу и дальше по Ганибу (или Рояс) на юг, чтобы трамвайная линия смогла захватить жителей Эзеркраста I и Эзеркраста III, но он был признан невыгодным, так как длина линии и, главное, время проезда по ней до центра города увеличились бы и трамвай в отношении скорости и удобства проиграл бы автобусу. Окончательно была принята трасса по улицам Тукума, Вентас и М. Кемпес. Проект рассчитывался таким образом, чтобы пассажиры на трамвае прибывали в центр на 1 минуту быстрее, чем если бы воспользовались автобусом. Во время обсуждения проекта среди горожан, в том числе среди жителей микрорайона Эзеркраст, превалировало мнение, что продление в Эзеркраст строить не нужно: район и так обеспечен транспортом, туда везут все маршрутки и почти все автобусы, куда нужнее продлить линию на юг до Южного кладбища. В крупнейшем в Лиепае микрорайоне Эзеркраст II проживают 12 тысяч человек, в районе Южного кладбища нет ничего, пассажирами были бы только посетители кладбища, однако многие горожане до сих пор этого не понимают и настаивают, что нужно было строить линию до кладбища.
Строительные работы по продлению линии начались в середине 2012 года. На этот момент состояние лиепайского трамвая было удручающим. После подъёма в 2005—2007 годах пассажиропоток снова упал, в 2011—2012 годах в официальных отчётах он оценивался в 2,6 миллиона пассажиров в год, то есть на уровне 1930-х годов. Начиная с середины 1990-х годов, выпуск на линию был сокращён до 7 одиночных вагонов. Серьёзным ударом по трамваю стало введение в 2012 году одинаковой цены на проезд в трамвае и в автобусе. Роль трамвая в пассажирских перевозках стремительно уменьшалась.
Большую роль в спасении участи городского трамвая сыграл руководитель предприятия «Liepājas tramvajs» Айгар Пукс, приступивший к выполнению своих обязанностей в ноябре 1998 года. Он сразу занялся ремонтом путевого хозяйства, поиском путей приобретения подержанных вагонов, реформой системы оплаты проезда. По его инициативе началась реализация планов продления линии в Эзеркраст. Предполагалось, что продление линии позволит увеличить количество перевозимых пассажиров на 20-25 %.
29 мая 2013 года состоялось открытие новой линии в микрорайон Эзеркраст по улицам Тукума, Вентас и М. Кемпес. Длина нового участка составила 1,7 км. Новому маршруту был присвоен номер «Т», маршрут номер 1 закрыт. Кольцо на улице М. Кемпес имеет путевое развитие — карман на один вагон; благодаря тому, что перед ним стоит автоматическая электрическая стрелка, он активно используется.
Одновременно был закрыт участок линии по улице Клайпедас от перекрёстка с улицей Тукума до кольца, но от основной линии не был отрезан — на него можно заехать, переведя стрелку. К сожалению, практическая его эксплуатация в маршрутном движении сейчас невозможна из-за кражи 400 метров контактного провода на разворотном кольце, восстанавливать который было признано нецелесообразным. На путях вдоль улицы Клайпедас до кольца контактная сеть сохранена. Данные по длине путей, выведенных из пассажирской эксплуатации, пока отсутствуют. Демонтаж путей не планируется.
В 2014 году трамвай перевёз 3,718 миллиона пассажиров, что на 17,5 % больше, чем в 2013 году, когда было перевезено 3,166 миллиона пассажиров. Прирост числа пассажиров мог быть и большим, если бы не остановка производства на металлургическом заводе.

## Перспективы
Город Лиепая заинтересован в развитии трамвайного движения в городе. Электротранспорт признан основным в Лиепае.
Продление линии в Эзеркраст являлось лишь первым этапом программы приведения в порядок трамвайной инфраструктуры. Продление осуществлено в рамках проекта по совершенствованию трамвайной инфраструктуры в Лиепае и Даугавпилсе, который получил финансирование из структурных фондов европейского Союза. В Даугавпилсе проект предусматривал реконструкцию изношенных путей и приобретение новых вагонов, в Лиепае — строительство продления линии и реконструкцию наиболее изношенных участков путей. В рамках проекта в Лиепае были реконструированы два участка — 120-метровый участок на улице Ригас между улицами Райня и Трамвайным мостом и участок длиной 0,8 км (в двухпутном исчислении) по улице Валдемара от улицы Рожу до площади Ливас.
В течение 2015 года ремонт путей был продолжен в рамках трех отдельных проектов. Первый осуществлён в первой половине года, он предусматривал реконструкцию участка на улице Бривибас длиной около 0,7 км от разворотного кольца до улицы Дзелзцельниеку. Во втором полугодии работы шли на всей улице Клайпедас — на участке длиной около 1,3 км от площади Ливас до улицы Тукума. Третий проект реконструкции путей на участке улицы Ригас между улицей 1905 года и Привокзальной площадью включает также перепланировку заезда в депо и замену открытых отстойных путей в депо (на продолжении улицы Бассейна). Все проекты реконструкции предусматривают полную замену путей и балласта, укладку закалённых рельсов на бетонные шпалы, полную замену опор контактной сети и устройство контактной сети на продольной подвеске.
После этого останется участок в центре города — на улице Лиела и на Трамвайном мосту, который предусматривается реконструировать одновременно с реконструкцией и расширением моста, на котором вместо совмещённых путей планируется создать выделенную полосу для трамвая. После приведения в порядок путевого хозяйства будут закупаться новые вагоны, скорее всего, низкопольные.
На 2015 год существуют далеко идущие планы дальнейшего развития Лиепайского трамвая. Предполагается развивать линии трамвая в три очереди. На первом этапе предусматривается строительство новой линии в Северное предместье — в микрорайоны Велнциемс и Лаума. От улицы Бривибас линия запланирована по улице Терауда, по новому путепроводу через железную дорогу, далее по улицам Намдару, Круму, Шкедес, О. Калпака до моста О. Калпака. Строительство предполагается осуществлять одновременно со строительством путепровода, прокладка трамвайных путей повлечёт за собой реконструкцию улиц Круму и Шкедес. На улице Круму, застроенной в 50-70-е годы, была заблаговременно зарезервирована полоса для трамвайной линии. Работы задерживает отсутствие проекта путепровода и полная неизвестность со сроками его строительства, но город надеется его возвести в ближайшие 8-10 лет. На втором этапе планируется продление линии по улице Клайпедас на юг до Южного кладбища — в перспективный район курортной застройки и для обслуживания жителей Ницского края. На третьем этапе предусматривается продление линии по улице Бривибас на северо-восток — в промышленную зону, до перекрёстка улиц Бривибас и Цукура.

## Подвижной состав
В Лиепае в разное время эксплуатировались вагоны «Гербрандт», «Феникс», «Гота», «Татра».
Первые вагоны № 1—9 были построены на заводе «Гербрандт» (Herbrandt) в немецком Кёльне, но в Либаву они прибыли уже бывшими в употреблении. В 1903 году было приобретено ещё семь вагонов (№ 10—16) производства того же завода, а в 1907 г. — ещё два (№ 17 и 18). До 1914 года либавский трамвай пополнился ещё одним моторным вагоном — № 19. Кроме того, использовались 14 прицепных вагонов, из них 6 открытых и 8 закрытых. После начала Первой мировой войны пополнение трамвайного парка прекратилось. В период независимости Латвии использовались те же вагоны. Их состояние, несмотря на периодические ремонты, постепенно ухудшалось.
После Второй мировой войны основу трамвайного парка советской Лиепаи составили те же «Гербрандты» (получили номера в диапазоне 101—119). 12 из них получили новые кузова современного дизайна. Кроме того, 12 вагонов были построены в 1949—1956 годах на основе колёс и оснований рамы кузова, полученных из Калининграда. Десять из них были 12-метровыми двухосными, а два вагона — 14-метровыми четырёхосными (№ 122 и 124). Все эти вагоны имели штанговые токоприёмники, как в Риге и Даугавпилсе. Два вагона в 1948 году были получены в подарок из Риги, это были прицепные вагоны, переделанные в моторные. Последние вагоны «Гербрандт» были списаны в конце 1950-х годов, а вагоны собственной постройки — до 1963 года.
В 1950-е годы два вагона «Гербрандт» были перестроены в снегоочистительные вагоны. Один из них, переоборудованный в 1955 году, претерпев немало модернизаций, служит до сих пор, являясь самым старым трамвайным вагоном в Латвии (отдельного номера не имеет).
С 1957 по 1962 годы в Лиепаю поставлялись трамваи «Гота» с пантографами. Помимо моторных вагонов Т57 (всего восемь, № 125—132), Т59Е (всего 13, № 133—145) и Т2-62 (всего восемь, № 146—153) использовались прицепные В57 (всего восемь, № 15—22), В59Е (всего три, № 23—25) и В2-62 (всего семь, № 26—32. После прекращения в 1966 году трамвайного производства в Готе лиепайский трамвайный парк стал пополняться вагонами чехословацкого производства. Последним годом эксплуатации вагонов «Гота» стал 1980 год.
В 1976—1979 годах были приобретены 15 вагонов «Татра» T4SU (№ 201—215)<, а с 1983 по 1988 год — 22 вагона Татра КТ4SU (№ 216—235, причём номера 220 и 221 использовались дважды). К концу 1980-х годов вагоны «Татра» T4SU оказались сильно изношены, но списывать их было ещё рано, поэтому с нескольких вагонов было снято электрооборудование и они эксплуатировались как прицепные. Все вагоны «Татра» T4SU были списаны в 1995—1996 годах.
В 2000 году начались закупки подержанных вагонов в городах бывшей ГДР (Татра КТ4D). Всего было приобретено 12 вагонов, произведенных в период с 1979 по 1990 годы: три из Котбуса (2000 г., № 236—238), один из Геры (2001 г., № 239) и восемь из Эрфурта (по четыре в 2003 и 2005 году, № 240—247). В настоящее время (2015 год) лиепайский трамвай использует 16 вагонов Татра КТ4 чешского производства, из них 12 подержанных из Германии.
На линию выпускаются исключительно одиночные вагоны, сцепки не практикуются.
Одновременно в будние дни курсируют не более десяти вагонов что позволяет поддерживать базовый тактовый интервал движения в 7 минут. В выходные дни курсируют восемь вагонов, базовый тактовый интервал составляет 8 минут.
В 2018 году был заключён договор на поставку 6-ти новых 100% низкопольных трамваев TMK-2300LT производства Končar - Električna vozila d.d.. Поставка первого трамвая назначена на ноябрь 2020 года. Также, в августе 2020 года планируется заключение договора на закупку ещё 6-ти единиц трамваев TMK-2300LT. Таким образом SIA Liepājas tramvajs планирует обновить свой парк до 12-ти единиц к 2022-му году и, возможно, последует дополнительный заказ на 1-2 трамвая.

## Оплата проезда
Проезд в лиепайском трамвае оплачивается талоном, который необходимо прокомпостировать при входе в вагон. С 1 июня 2015 года проезд на трамвае стоит 0,70 € при покупке билета заранее и 0,80 € при покупке у вагоновожатого. Маркировочные устройства (компостеры) печатают на талоне номер вагона, дату и время компостирования, начиная с которого в течение 35 минут талон является действительным проездным документом — за это время можно проехать от одного конца линии до другого. Вагоновожатый при продаже билета выдаёт одноразовый бумажный билет-чек, который компостировать не надо. Талон на проезд в трамвае действителен также для проезда в маршрутных автобусах и малых автобусах городской сети (в которую входят и несколько пригородных автобусных маршрутов). Талоны можно приобрести заранее в киосках, магазинах и в других торговых точках.
Для туристов может быть очень удобен дневной билет, дающий право использовать неограниченное число поездок во всех видах транспорта до полуночи текущего дня, компостируется один раз. Кроме одноразовых билетов в городе можно использовать многоразовые абонементные карточки. Есть абонементы отдельно на трамвай, на автобус (включая малые автобусы), на оба вида транспорта вместе — на трамвай и автобус; на месяц, на квартал, на год; на все дни недели, на рабочие дни, на середину дня и выходные дни.
По государственным праздникам проезд на трамваях и автобусах - бесплатный.
Минимальный штраф за неоплаченный проезд составляет от 7€ до 30€
Прежде талоны лиепайского трамвая были красочно оформлены, так, в 2010 году на лицевой стороне талона была изображена Розовая площадь, в 2011 году — схема линии трамвая на фоне карты города. С 2012 года единые билеты на трамвай и автобус имеют одинаковый, довольно простой дизайн.
Каждый год талоны меняют дизайн.

## Недостатки
Главным недостатком сегодняшней трамвайной линии в Лиепае является то, что она, проходя практически через всю Старую Лиепаю, где в основном сконцентрированы жилые кварталы, затрагивает лишь небольшую часть Новой Лиепаи и оказывается в отдалении от мест приложения труда, которые ныне преимущественно располагаются в отдалённых районах северной части города. В результате сегодня, когда трамвайный маршрут является лишь одним среди равных ему по статусу автобусных маршрутов в единой, функционирующей по немецкому образцу транспортной системе города, трамвай оказывается недогруженным. Этому способствует и одинаковая цена билета на трамвай и автобус, введённая в ходе транспортной реформы, таким образом трамвай был лишён ценового преимущества, а следовательно для пассажиров потерял функциональную выделенность по отношению к автобусу. Дальнейшее развитие линии в северном направлении сдерживает отсутствие путепровода через железную дорогу в районе вокзала, сроки строительства которого не определены. Опасения вызывает тот факт, что после реализации проектов продления и реконструкции трамвайной линии себестоимость километра пробега трамвая почти на четверть превышает себестоимость километра пробега городского автобуса (соответственно ~2,00 € и ~1,60 €).
Техническое состояние трамвая в последние годы значительно улучшилось. Вагоны отказывают редко. Реконструирована контактная сеть, теперь не так страшны даже повреждения негабаритными грузами — конфигурация сети восстанавливается быстро. Поэтапно осуществляется реконструкция рельсовых путей, при этом применяются закалённые рельсы на бетонных шпалах, на перекрёстках и совмещённом полотне — бесшеечные рельсы в бетонных плитах. Реконструкция проводится без остановки движения, которое на участке ведения работ осуществляется по одной колее, из-за чего возможны небольшие нарушения в расписании. Остаются некоторые недостатки диспетчерского регулирования — после перерывов в движении трамваи недостаточно быстро равномерно распределяются по линии.
Старый подвижной состав. Все вагоны, которые на данный момент используются в Лиепае, были построены в 80-х годах прошлого века. Хотя модель трамвая Татра КТ-4 в момент создания (первые образцы выпущены в 1972 году) в отношении дизайна значительно опередила своё время, всё же ныне лиепайские вагоны можно считать сильно устаревшими — физически и морально. Самый старый вагон 237—1979 года постройки, а самый новый 236—1990 года постройки. При этом трамваи, поступившие в город напрямую с завода изготовителя в Праге (модификация SU) до сих пор эксплуатируются без капитального ремонта; закупленные позже в Германии вагоны (модификация D) перед приобретением все прошли капитальный ремонт и заметно отличаются визуально, однако техническое состояние вагонов обеих модификаций поддерживается на довольно высоком уровне. Несмотря на то, что все трамваи благодаря умельцам из депо получили мягкие кресла, они сильно уступают в комфорте новым современным автобусам большой и малой вместимости, которые появились на улицах города в 2015 году.